# Manglaur
Manglaur là một thành phố và là nơi đặt ban đô thị (municipal board) của quận Hardwar thuộc bang Uttaranchal, Ấn Độ.

## Nhân khẩu
Theo điều tra dân số năm 2001 của Ấn Độ, Manglaur có dân số 42.782 người. Phái nam chiếm 53% tổng số dân và phái nữ chiếm 47%. Manglaur có tỷ lệ 37% biết đọc biết viết, thấp hơn tỷ lệ trung bình toàn quốc là 59,5%: tỷ lệ cho phái nam là 43%, và tỷ lệ cho phái nữ là 30%. Tại Manglaur, 19% dân số nhỏ hơn 6 tuổi.